# Эрнсте
Эрнсте (нем. Ernste) — знатный франкский род в Баварии. Самый известный представитель — граф Эрнст I (умер в 865 году).

## Генеалогия
1. Эрнст ∞ Вартрун[1]
  1. Эрнст I., † 11 ноября 865, граф Баварского Нордгау
    1. Эрнст II., † после 899,
      1. Эрнст III.
        1. Эрнст IV.
          1. Эрнст V., † 1007
          2. Хартвиг, † 1005
          3. Гунтреп, † 1005
          4. Рихвара, † 8. июля 994; ∞ Леопольд I (Бабенберги)

        2. Хартвиг, граф, † 972

      2. Хартвиг, граф, погиб 4 июля 907 в битве при Прессбурге
      3. Гунтпольт, погиб 4 июля 907 в битве при Прессбурге
      4. дочь; ∞ граф Генрих Бабенберг

    2. дочь, † 8 июля 879; ∞ 861 король Баварии Карломан (Каролинги)

  2. дочь; ∞ Гебхард (граф Лангау) (Конрадины)[2]